# Újbuda Rebels 2012
Questa voce raccoglie le informazioni riguardanti gli Újbuda Rebels nelle competizioni ufficiali della stagione 2012.

## Prima squadra

### Hungarian Football League 2012

#### Stagione regolare
| 1º settembre 2012 1ª giornata | Újbuda Rebels | 45 – 14 (14-7 14-7 3-0 14-0) referto | Győr Sharks |  |

| 16 settembre 2012 3ª giornata | Budapest Wolves | 38 – 0 (7-0 3-0 14-0 14-0) referto | Újbuda Rebels |  |

| Budapest 6 ottobre 2012 6ª giornata | Újbuda Rebels | 14 – 30 (0-3 14-7 0-13 0-7) referto | Budapest Hurricanes | Építők Sporthostel |

### Statistiche di squadra
| Competizione            | %Vittorie | In casa | In casa | In casa | In casa | In casa | In casa | In trasferta | In trasferta | In trasferta | In trasferta | In trasferta | In trasferta | Totale | Totale | Totale | Totale | Totale | Totale |
| Competizione            | %Vittorie | G       | V       | N       | P       | Pf      | Ps      | G            | V            | N            | P            | Pf           | Ps           | G      | V      | N      | P      | Pf     | Ps     |
| ----------------------- | --------- | ------- | ------- | ------- | ------- | ------- | ------- | ------------ | ------------ | ------------ | ------------ | ------------ | ------------ | ------ | ------ | ------ | ------ | ------ | ------ |
| HFL - Stagione regolare | .333      | 2       | 1       | 0       | 1       | 59      | 44      | 1            | 0            | 0            | 1            | 0            | 38           | 3      | 1      | 0      | 2      | 59     | 82     |
| Totale                  | .333      | 2       | 1       | 0       | 1       | 59      | 44      | 1            | 0            | 0            | 1            | 0            | 38           | 3      | 1      | 0      | 2      | 59     | 82     |

## Seconda squadra

### Divízió II 2012

#### Stagione regolare
| 7 aprile 2012 3ª giornata | Újbuda Rebels 2 | 48 – 0 | Pécs Gringos |  |

| 29 aprile 2012 6ª giornata | Haladás Crushers | 14 – 21 | Újbuda Rebels 2 |  |

| 13 maggio 2012 8ª giornata | Tata Mustangs | 18 – 25 | Újbuda Rebels 2 |  |

| 3 giugno 2012 11ª giornata | Újbuda Rebels 2 | 35 – 6 | Zala Predators |  |

| 2012 Data di disputa non nota | Újbuda Rebels 2 | 20 – 0 | Veszprém Wildfires |  |

#### Playoff
| 1º luglio 2012 Semifinale | Újbuda Rebels 2 | 26 – 21 | Budapest Hurricanes 2 |  |

| 13 luglio 2012 Duna Bowl | Újpest Bulldogs | 41 – 6 | Újbuda Rebels 2 |  |

### Statistiche di squadra
| Competizione      | %Vittorie | In casa | In casa | In casa | In casa | In casa | In casa | In trasferta | In trasferta | In trasferta | In trasferta | In trasferta | In trasferta | Totale | Totale | Totale | Totale | Totale | Totale |
| Competizione      | %Vittorie | G       | V       | N       | P       | Pf      | Ps      | G            | V            | N            | P            | Pf           | Ps           | G      | V      | N      | P      | Pf     | Ps     |
| ----------------- | --------- | ------- | ------- | ------- | ------- | ------- | ------- | ------------ | ------------ | ------------ | ------------ | ------------ | ------------ | ------ | ------ | ------ | ------ | ------ | ------ |
| Stagione regolare | 1.000     | 3       | 3       | 0       | 0       | 103     | 6       | 2            | 2            | 0            | 0            | 46           | 32           | 5      | 5      | 0      | 0      | 149    | 38     |
| Playoff           | .500      | 1       | 1       | 0       | 0       | 37      | 14      | 1            | 0            | 0            | 1            | 7            | 33           | 2      | 1      | 0      | 1      | 44     | 47     |
| Totale            | .857      | 4       | 4       | 0       | 0       | 140     | 20      | 3            | 2            | 0            | 1            | 53           | 65           | 7      | 6      | 0      | 1      | 193    | 85     |